# Agamopus
Agamopus là một chi bọ cánh cứng thuộc họ Scarabaeidae.